# Crypthelia papillosa
Crypthelia papillosa is een hydroïdpoliep uit de familie Stylasteridae. De poliep komt uit het geslacht Crypthelia. Crypthelia papillosa werd in 1986 voor het eerst wetenschappelijk beschreven door Cairns. 